# Moutfort
Moutfort (Luxemburgs: Mutfert, Duits: Mutfort) is een plaats in de gemeente Contern en het kanton Luxemburg in Luxemburg.
Moutfort telt 1150 inwoners (2001).